# 랴오닝 훙윈
랴오닝 훙윈(중국어 간체자: 辽宁宏运, 정체자: 遼寧宏運, 병음: Liáoníng Hóngyùn)은 중국 랴오닝성 선양시를 연고로 하던 과거 축구팀으로 2020년 3월 12일 구단 재정난으로 해체되었다.

## 주요 성적

### 중국 국내 대회
- 갑(甲)A리그: 우승 8회 (1978, 1985, 1987, 1988, 1990, 1991, 1992, 1993)
- 중국 갑급리그: 우승 1회 (2009)
- 중국 FA컵: 우승 1회 (1986)
- 중국 슈퍼컵: 우승 1회 (2000)

### 국제 대회
- AFC 챔피언스리그: 우승 1회 (1990), 준우승 1회 (1991)

## 역대 감독
| 감독            | 임기 |
| --------------- | ---- |
| 디미터르 페네프 | 2003 |
| 베르너 로란트   | 2008 |